# Роуен Бесселінк
Роуен Бесселінк ((нід. Roy Beerens; нар. 11 жовтня 2004, Рейсвейк) — нідерландський футболіст, який грає на позиції центрального захисника клубу «Де Графсхап».

## Клубна кар'єра
Уроджененць Рейсвейку Бесселінк вихованець клубу НАК Бреда, де дебютував у основній команді в серпні 2022 року. У жовтні 2022 року Роуен підписав свій перший професійний контракт.
У січні 2023 року, в матчі Кубка Нідерландів Бесселінк став «героєм» зробивши переможним рахунок на останній хвилині гри. У жовтні 2023 року, після травми Куко Мартіна, Бесселінк почав регулярно грати за першу команду.
27 серпня 2024 року Бесселінк підписав багаторічний контракт з клубом  Еерстедивізі «Де Графсхап»..